# The Spark of Manhood
Pour plus de détails, voir Fiche technique et Distribution.
The Spark of Manhood est un film muet américain réalisé par Wallace Reid et sorti en 1913.

## Fiche technique
- Titre : The Spark of Manhood
- Réalisation : Wallace Reid
- Scénario :
- Photographie :
- Montage :
- Producteur : Pat Powers
- Société de production : Powers Picture Plays
- Société de distribution : Universal Film Manufacturing Company
- Pays d'origine :  États-Unis
- Langue : film muet avec les intertitres en anglais
- Format : Noir et blanc — 35 mm — 1,33:1 — Muet
- Genre : Film dramatique
- Durée : 10 minutes
- Dates de sortie : 
  -  États-Unis : 22 août 1913

## Distribution
- Wallace Reid :
- Dorothy Davenport :